# Jbel Ayachi

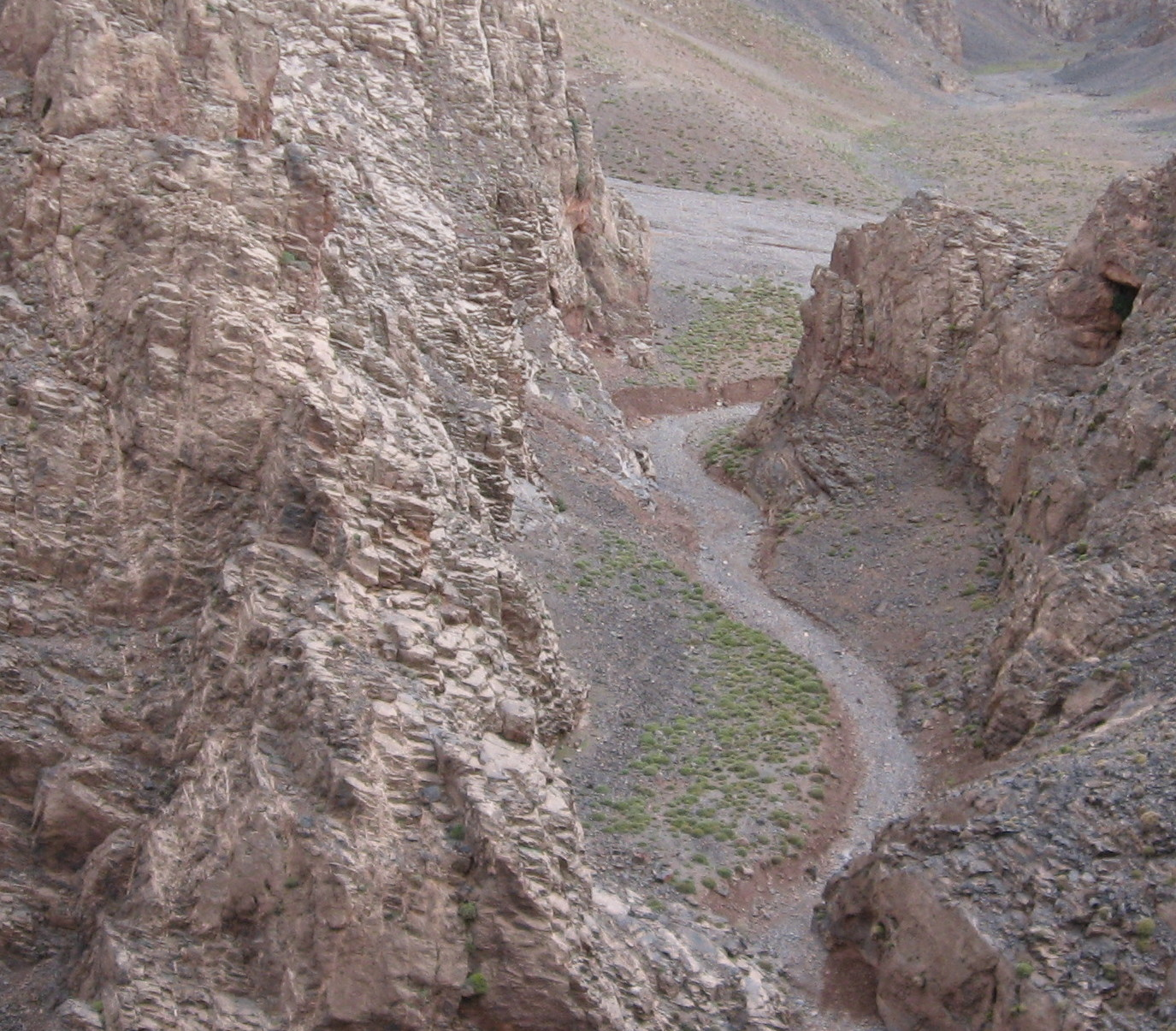

Jbel Ayachi is een van de hoogste bergen van Noord-Afrika. Het ligt in het oosten van de Hoge Atlas, Marokko en is 3747 meter hoog.